# Lobus lithinopa
Lobus lithinopa är en fjärilsart som beskrevs av Edward Meyrick 1892. Lobus lithinopa ingår i släktet Lobus och familjen mätare. Inga underarter finns listade i Catalogue of Life.